# Fronte popolare
Per fronte popolare si intende normalmente l'unione elettorale dei partiti della sinistra che fanno fronte comune contro le forze reazionarie o centriste. Nella Terza Internazionale (1933-1935), venne rimarcato il carattere violento e incivile del fascismo; da lì la decisione di batterlo con ogni mezzo, partendo da un'alleanza vasta di opposizione: il "fronte popolare". 

## Antefatto
Questa decisione venne presa dopo che le rivoluzioni socialiste o comuniste successive alla fine della prima guerra mondiale fallirono in Germania e in altri Paesi.
Questi tentativi di rivolte erano stati portati avanti da gruppi ristretti come la Lega di Spartaco di Rosa Luxemburg ed avevano creato una profonda frattura all'interno del movimento operaio, diviso tra socialdemocratici e comunisti. Anche sfruttando tale divisione, in questi Paesi si erano affermati regimi autoritari poi spostatisi a destra. Con il VII Congresso (luglio-agosto 1935), il Comintern, che già da tempo aveva abbandonato la strategia della "rivoluzione permanente" per adottare quella del "socialismo in un solo Paese", abbandonò anche la politica del socialfascismo per adottare quella dei fronti popolari.

## Nazioni ove si formarono fronti popolari

### Francia

#### 1936
Alle elezioni del 1936 la SFIO, il Partito Comunista Francese e i radicali si uniscono e vincono le elezioni. Il leader del nuovo governo è il socialista Léon Blum. Il governo riesce a portare avanti una serie di riforme del lavoro come le 40 ore settimanali e due settimane di ferie pagate (prima volta nella storia). L'esecutivo però trova molte difficoltà, infatti contro il premier viene scatenata una furiosa campagna antisemita. Oltre questo cresce il sospetto, sostenuto dai media, che Blum stia preparando la strada ad una dittatura comunista. Il governo Blum cade nel giugno del 1937 in seguito alle molte difficoltà. Il Fronte Popolare finisce definitivamente in seguito alla firma da parte del nuovo primo ministro degli accordi di Monaco nel 1938. Questi accordi furono osteggiati dai parlamentari comunisti mentre i socialisti si astennero.

#### 2024
Nel giugno del 2024 i partiti della sinistra francese danno vita a un Nuovo Fronte Popolare per fronteggiare l'estrema destra del Rassemblement National alle elezioni legislative lampo convocate dal presidente Emmanuel Macron a seguito della sconfitta della sua maggioranza alle europee dello stesso mese. 

### Spagna
Si costituisce con l'adesione di socialisti, comunisti, repubblicani, Sinistra Repubblicana, Marxisti e parte degli anarchici. Il primo banco di prova per il cartello sono le elezioni dell'aprile 1936, dove riescono a raccogliere la maggioranza dei voti. Questa maggioranza però è molto risicata, in realtà infatti il paese è diviso in due blocchi in cui uno ha paura della forza eversiva dell'altro. Questa situazione si concretizzò nello scoppio della guerra civile spagnola nel 1936 quando le guarnigioni del Marocco guidate dal generale Francisco Franco si sollevano contro la repubblica.

### Italia
A differenza dei due casi precedenti il fronte nasce dopo la seconda guerra mondiale nel 1948 con l'alleanza tra PSI e PCI. Questa coalizione rappresenta la continuità con il movimento di resistenza, infatti queste due forze erano le più importanti all'interno del Comitato di Liberazione Nazionale e volevano una repubblica con un totale rinnovamento in termini sociali e politici rispetto al precedente regime.
Il fronte popolare italiano non ha le premesse storiche dei precedenti e neanche i risultati elettorali sono gli stessi. Le elezioni politiche del 1948 vengono vinte dalla DC con il 48% dei voti mentre il fronte si ferma al 31%.